# Легенды (телесериал)
«Леге́нды» (англ. Legends) — американский криминально-драматический телесериал с Шоном Бином в главной роли, который выходил в эфир на телеканале TNT с 13 августа 2014 года по 28 декабря 2015 года. Сериал, основанный на книге «Легенды: Роман обмана» Роберта Литтела, разработан Говардом Гордоном, Джеффри Начманоффом и Марком Бомбэком.
8 мая 2013 года канал TNT заказал 10 серий и назначил премьеру на 13 августа 2014 года. В декабре 2014 года телеканал TNT продлил сериал на второй сезон также из 10 эпизодов, премьера которого состоялась 2 ноября 2015 года. После показа половины второго сезона TNT принял решение закрыть сериал.

## Сюжет
Мартин Одум – агент ФБР под прикрытием, который меняет свою личность для каждого дела. Однако «таинственный незнакомец» заставляет Мартина засомневаться в его вменяемости.

## В ролях
- Шон Бин в роли Мартина Одума, агента ФБР, работающего под прикрытием в отделе Операций глубокого прикрытия (DCO).
- Моррис Честнат в роли Тони Райса, смышлёного агента DCO.

Сезон 1
- Эли Лартер в роли Кристал МакГвайер, подруги-оперативника, долгое время работавшей с Мартином.
- Тина Мажорино в роли Мэгги Харрис, новобранцы команды DCO.
- Стив Харрис в роли Нельсона Гейтса, руководителя целевой группы DCO.
- Эмбер Валлетта в роли Сони Одум, бывшей жены Мартина.
- Мэйсон Кук в роли Эйдена Одума, сына Мартина.
- Роб Майес в роли Троя Куинна, бывшего агента специального назначения.

Сезон 2
- Стив Кази в роли Кёртиса Балларда
- Уинтер Эйв Золи в роли детектива Габриэллы Ласки
- Клара Иссова в роли Элианы Кроуфорд
- Эшлинг Франчози в роли Кейт Кроуфорд
- Келли Овертон в роли Нины Бреннер
- Ральф Браун в роли Терренса Грейвза

## Эпизоды
| Сезон | Сезон | Эпизоды | Оригинальная дата показа | Оригинальная дата показа |
| Сезон | Сезон | Эпизоды | Премьера сезона          | Финал сезона             |
| ----- | ----- | ------- | ------------------------ | ------------------------ |
|       | 1     | 10      | 13 августа 2014          | 8 октября 2014           |
|       | 2     | 10      | 2 ноября 2015            | 28 декабря 2015          |

### Сезон 1 (2014)
| № общий | № в сезоне | Название                                   | Режиссёр       | Автор сценария                                                                                      | Дата премьеры    | Зрители в США (млн) |
| --- | ---------- | ------------------------------------------ | -------------- | --------------------------------------------------------------------------------------------------- | ---------------- | ------------------- |
| 1 | 1          | «Pilot» «Пилотная серия»                   | Дэвид Семел    | Сюжет: Говард Гордон, Марк Бомбэк и Джеффри Начманофф Телесценарий: Марк Бомбэк и Джеффри Начманофф | 13 августа 2014  | 2,58                |
| Агент ФБР Мартин Одум, работающий под прикрытием, идеально вживается в роль своего персонажа и удачно внедряется в опасную группировку экстремистов. С помощью его команды из отдела Операций глубокого прикрытия (DCO) он пытается предотвратить взрыв, который планирует глава группировки. За Мартином начинает следить таинственный незнакомец, который утверждает что знает его, и он вовсе не Мартин Одум. Параллельно Мартин пытается наладить отношения с бывшей женой и своим маленьким сыном. |            |                                            |                | |                  |                     |
| 2 | 2          | «Chemistry» «Химия»                        | Брэд Тёрнер    | Дэвид Уилкокс, Итан Рейфф и Сайрус Ворис                                                            | 20 августа 2014  | 1,73                |
| Бывшего ученого-химика и его семью похищают чеченские террористы. Угрожая убить дочь и жену ученого, они вынуждают его производить для них смертельный газ VX. Мартин и Кристал должны освободить заложников и найти некоего «Полковника, чеченского главаря, которому нужен газ для массовых уничтожений. |            |                                            |                | |                  |                     |
| 3 | 3          | «Lords of War» «Боги войны»                | Брэд Тёрнер    | Сюжет: Джош Пейт, Итан Рейфф и Сайрус Ворис Телесценарий: Джош Пейт                                 | 27 августа 2014  | 1,76                |
| Мартин, пользуясь очередной своей легендой, выходит на торговца оружием, Ану Пауланос. Ана связывает его с Полковником. Мартин, под личиной богача Данте Оэрбаха, добивается встречи с Полковником и предлагает ему выкупить всю партию газа VX. Но Полковник не склонен так просто довериться ему... |            |                                            |                | |                  |                     |
| 4 | 4          | «Betrayal» «Предательство»                 | Деран Сарафян  | Сюжет: Джош Пейт и Дэвид Уилкокс, Итан Рейфф и Сайрус Ворис Телесценарий: Джош Пейт и Дэвид Уилкокс | 3 сентября 2014  | 1,74                |
| Полковник обманывает Мартина, подсовывая ему пустые баллоны вместо газа VX. Мартин узнает новые факты о Полковнике, и старается убедить Ану сотрудничать с ФБР против Полковника, который для Аны как родной отец. |            |                                            |                | |                  |                     |
| 5 | 5          | «Rogue» «Изгой»                            | Карен Гавиола  | Эндрю Уайлдер                                                                                       | 10 сентября 2014 | 1,43                |
| Мартин начинает в одиночку расследовать убийство таинственного незнакомца, следившего за ним. С помощью подруги по команде он находит некоего Дэнниса Эванса, который знаком с ним, и утверждает что все они, вместе с Мартином, служили вместе во время войны в Ираке, в 2004 году. Мартин уверен что никогда ранее не видел Эванса и не служил в Ираке, к тому же его жена напоминает ему, что в 2004 году Мартин попал в автокатастрофу и пролежал в коме несколько недель. Но доказательством служит фотография, где Мартин стоит в компании сослуживцев, в том числе — Эванса и убитого незнакомца. Мартин отправляется в самоволку в Техас, где по сведениям, живет человек, который может дать ответы на все его вопросы... |            |                                            |                | |                  |                     |
| 6 | 6          | «Gauntlet» «Наказание»                     | Брэд Тёрнер    | Эндрю Уайлдер                                                                                       | 17 сентября 2014 | 1,63                |
| Мартин находит человека под именем Кайл Добсон, который узнает его: они вместе были в Ираке во время операции «Огненный дождь». Добсон удивлён, что Мартин выжил, а Мартин хочет узнать у Добсона почему он не помнит все, что с ним происходило, и кто стоит за этой конспирацией. Но Добсона явно хотят убрать, как и предыдущих сослуживцев Мартина, чтобы тот не узнал правду. |            |                                            |                | |                  |                     |
| 7 | 7          | «Quicksand» «Зыбучий песок»                | Терренс О'Хара | Джош Пейт                                                                                           | 24 сентября 2014 | 1,45                |
| Мартин возвращается в отдел, получая выговор за самоволку и несанкционированные действия. Ему не верят, что при поимке Добсона Мартин обнаружил незаконный склад боеприпасов: кто-то уже успел оперативно замести следы. Также начальник отдела и жена Мартина продолжают убеждать его в том, что в 2004 году Мартин никак не мог быть в Ираке: фотография, где он стоит в компании сослуживцев, якобы сфабрикована. Его настойчиво просят прекратить никчемное расследование и вернуться к семейной жизни... Тем временем, у команды Кристал новая задача: грядет дипломатический визит арабского принца, и есть подозрение, что готовят покушение на его жизнь.                                                                  |            |                                            |                | |                  |                     |
| 8 | 8          | «Iconoclast» «Бунтарь»                     | Джон Беринг    | Джефф Олл                                                                                           | 1 октября 2014   | 1,06                |
| Очередная легенда, "журналист Себастиан Иган", даёт Мартину возможность спасти саудовскую активистку за права женщин от обвинений в убийстве принца, и выйти на настоящих заказчиков преступления. В то же время Мэгги делится своими подозрениями с Кристал: во-первых, она слышала как Мартин говорил Гейтсу, что в феврале 2004 он был в Ираке, а во-вторых, она не может найти никаких документов, касающихся жизни Мартина Одума до 2004 года. |            |                                            |                | |                  |                     |
| 9 | 9          | «Wilderness of Mirrors» «Множество зеркал» | Милан Чейлов   | Джош Пейт                                                                                           | 8 октября 2014   | 1,08                |
| Себастиан Иган заявляет нужному человеку, что обладает неопровержимыми уликами против заказчиков убийства принца и готов их обнародовать. Журналиста похищают, но выясняется, что похитители знают, что "Себастиан Иган" - лишь легенда Мартина Одума. Вырвавшись, Мартин привозит в бюро одного из похитителей, в надежде узнать о судьбе жены и сына, которых забрала из дома вторая группа террористов. Под давлением улик Гейтс признаётся, что Мартин раньше был в Ираке и работал на ту же корпорацию, которой была выгодна смена лидера в Саудовской Аравии. Однако настоящего имени Одума не знает и он. |            |                                            |                | |                  |                     |
| 10 | 10         | «Identity» «Личность»                      | Брэд Тёрнер    | Дэвид Уилкокс                                                                                       | 8 октября 2014   | 1,08                |
| Мартина Одума вновь похищают. Пользуясь новейшими цифровыми технологиями, от его лица делают видеообращение, в котором он берёт на себя ответственность за убийство директора ФБР. Только самые близкие друзья не верят в его виновность, но переубедить комиссию по расследованию не могут. Одум так и не узнаёт своё настоящее имя, ведь даже "агент МИ-6 Джеймс Камерон" - очередная легенда. Мартин покидает страну, убедившись напоследок, что с его семьёй всё в порядке. |            |                                            |                | |                  |                     |

### Сезон 2 (2015)
| № общий | № в сезоне | Название                                                                   | Режиссёр       | Автор сценария             | Дата премьеры   | Зрители в США (млн) |
| ------- | ---------- | -------------------------------------------------------------------------- | -------------- | -------------------------- | --------------- | ------------------- |
| 11      | 1          | «The Legend of Dmitry Petrovich» «Легенда Дмитрия Петровича»               | Джейми Пейн    | Кен Биллер                 | 2 ноября 2015   | 0,68                |
| 12      | 2          | «The Legend of Kate Crawford» «Легенда Кейт Кроуфорд»                      | Джейми Пейн    | Раф Грин                   | 9 ноября 2015   | 0,48                |
| 13      | 3          | «The Legend of Curtis Ballard» «Легенда Кёртиса Балларда»                  | Элрик Райли    | Аарон Аллен                | 23 ноября 2015  | 0,58                |
| 14      | 4          | «The Legend of Ilyana Zakayeva» «Легенда Ильяны Закаевой»                  | Элрик Райли    | Эндрю Чапмен               | 30 ноября 2015  | 0,72                |
| 15      | 5          | «The Legends of Terrence Graves» «Легенды Терренса Грейвза»                | Джон Джонс     | Мэттью Ньюман              | 7 декабря 2015  | 0,67                |
| 16      | 6          | «The Legends of Tamir Zakayev» «Легенды Тамира Закаева»                    | Джон Джонс     | Крис Левинсон              | 14 декабря 2015 | 0,51                |
| 17      | 7          | «The Second Legend of Dmitry Petrovich» «Вторая легенда Дмитрия Петровича» | Джефф Т. Томас | Раф Грин                   | 21 декабря 2015 | 0,82                |
| 18      | 8          | «The Legend of Doku Zakayev» «Легенда Доку Закаева»                        | Джефф Т. Томас | Аарон Аллен                | 28 декабря 2015 | 0,51                |
| 19      | 9          | «The Legend of Gabi Miskova» «Легенда Габи Мишковой»                       | Кен Биллер     | Эндрю Чапмен и Раф Грин    | 28 декабря 2015 | 0,40                |
| 20      | 10         | «The Legend of Alexei Volkov» «Легенда Алексея Волкова»                    | Кен Биллер     | Мэттью Ньюман и Кен Биллер | 28 декабря 2015 | 0,32                |

## Отзывы
На Metacritic рейтинг первого сезона сериала «Легенды» составляет 59 баллов из ста на основе 27 рецензий. На сайте Rotten Tomatoes рейтинг первого сезона составляет 56% на основе 30 рецензий. Вердикт сайта гласит: „Идея сериала «Легенды» не является оригинальной, однако сериал можно смотреть благодаря Шону Бину, исполняющему главную роль“.